# منتج على الإنترنت
المنتج على الإنترنت يشرف على صنع محتوى مواقع الويب وغيره من خصائص الإنترنت. يسمى المنتج على الإنترنت أحيانًا «منتج الويب» أو «الناشر» أو «منتج المحتوى» أو «محرر على الإنترنت»، تكون مسؤولية المنتج على الإنترنت عادة هي إنشاء وتحرير وترتيب النصوص والفيديو والصوت والصور وغيرها من المواد التي يمكن أن تدرج على موقع ويب. يحدد المنتج على الإنترنت شخصية موقع الويب ويحافظ عليها، مقابل التشغيل من وجهة نظر تقنية.
يختلف دور المنتج على الإنترنت عن دور كل من مصمم الويب أو مطور الويب أو مدير موقع الويب. حيث تعتبر المعرفة التقنية والخبرة بالتصميم أمرًا حتميًا للمنتج على الإنترنت ليكون فعالاً في أداء وظيفته. كما ينبغي أن يكون على علم بتقنيات النشر الشائعة على مواقع الويب مثل CSS و HTML للتواصل بفاعلية مع مصممي الويب، قد يكون إيجاد طرق لتعزيز شعبية موقع الويب وزيادة أنشطة المستخدم هي أيضًا إحدى مسؤوليات المنتج على الإنترنت، خاصة إذا كان موقع الويب يبيع مساحات إعلانية. كما يعمل المنتج على الإنترنت أيضًا مع فرق الويب لتصور وتصميم وإطلاق منتجات ويب جديدة مثل المدونات والمنتديات المجتمعية وملفات تعريف المستخدمين.
يتمتع العديد من المنتجين على الإنترنت بخلفية عن الصحافة، أو لا يزالون يعملون في الصحافة كمنتجين على الإنترنت. ففي الراديو أو التلفزيون مثلاً، قد يعمل المنتج على الإنترنت جنبًا إلى جنب مع المنتج التنفيذي للوفاء بمتطلبات عرض برامج على الإنترنت، عادةً ما تحتوي أدوار المنتج على الإنترنت على عنصر لإدارة المشروعات. يجدول المنتج على الإنترنت المصادر لإنشاء محتوى، ويتأكد أن المحتوى قد اجتاز عملية ضمان الجودة على ملقم الإخراج، وينشر المحتوى على ملقم الإنتاج؛ للاحتفاظ به في الجدول الزمني المحدد مسبقًا أو خطة المشروع.